# Катастрофа Vickers Viscount в Чейсе
Катастрофа Vickers Viscount в Чейсе — авиационная катастрофа, произошедшая во вторник 12 мая 1959 года близ Чейса (штат Мэриленд). Пассажирский самолёт Vickers 745D Viscount американской авиакомпании Capital Airlines выполнял рейс из Нью-Йорка в Атланту, но спустя менее часа от момента вылета вдруг перешёл в крутое падение, а потом разрушился прямо в воздухе. Жертвами происшествия стал 31 человек.

## Самолёт
Vickers-Armstrongs Viscount модели 745D (Vickers 745D Viscount) с регистрационным номером N7463 (заводской — 287) был выпущен 8 декабря 1957 года в Борнмуте (Великобритания). Первоначально на период испытаний носил бортовой номер N7476, но в январе следующего, 1958 года был перерегистрирован, получив уже номер N7463, а 25 января поступил к заказчику — американской авиакомпании Capital Airlines, где также получил лётный номер 381. Изначально бортовой номер N7463 и лётный 381 должен был получить «Виккерс» с заводским номером 225, однако тот после изготовления получил бортовой EI-AJW и вскоре был направлен в Ирландию. Разбившийся самолёт был оснащён четырьмя турбовинтовыми двигателями Rolls-Royce Dart модель 510 (6MK510), оборудованных воздушными винтами Rotol модель R130/4-20-4/12 (лопасти модели RA 25842). Общая наработка борта N7463 составляла 4180 часов и примерно 3000 циклов «взлёт—посадка».

## Экипаж
Лётный экипаж (в кабине) состоял из двух пилотов:
- Командир воздушного судна — 53-летний Уильям К. Пэддэк (англ. William C. Paddack). В авиакомпании Capital Airlines с  1 октября 1930 года, а 6 июня 1938 года был повышен до командира судна. Имел действующий сертификат пилота самолётов типа Douglas DC-3, DC-4, Lockheed Constellation и Vickers Viscount. Его общий налёт составлял 22 260 часов, в том числе 1945 часов на Viscount.
- Второй пилот — 27-летний Майкл Дж. Флэхэвен (англ. Michael J. Flahaven). В авиакомпании Capital Airlines с 18 апреля 1955 года и имел действующий сертификат пилота Douglas DC-3. Также 22 апреля 1958 был повышен до командира DC-3. Его общий налёт составлял 4073 часа, в том числе 2033 часа на Viscount.

В салоне работали две стюардессы:
- 28-летняя Дорис Э. Гулик (англ. Doris E. Gulick). В авиакомпании Capital Airlines с 20 июля 1952 года.
- 21-летняя Сью Энн Весселл (англ. Sue Ann Wessell). В авиакомпании Capital Airlines с 26 апреля 1957 года.

## Катастрофа
В тот день борт N7463 должен был выполнять рейс 79 (позывные — Trip 79). Но при проверке выявилась повышенная температура выхлопных газов двигателя № 2 (левый внутренний), что потребовало ремонта его топливной системы, который заключался в замене блока управления и насоса высокого давления. Эти работы продлились до второй половины дня, и по их завершении было решено подать самолёт под рейс 75 «Нью-Йорк—Атланта» со временем вылета и посадки по расписанию соответственно 15:00 и 17:25. Из прочих неисправностей был нерабочий метеолокатор, но изданные в авиакомпании правила допускали выполнение полётов без него. Таким образом, борт N7463 был технически пригоден для выполнения полёта.
В ходе подготовки на борт залили 14 500 фунтов (6600 кг) топлива и 60 галлонов антифриза, а в салоне разместились 27 пассажиров. Когда экипаж решил, что все необходимые документы собраны и можно начинать взлёт, командир Пэддэк вдруг заметил ошибку в расчётах веса брутто, поэтому подверг сомнению, что вес его самолёта укладывается в пределы, установленные для взлётно-посадочной полосы при текущей температуре воздуха. Тогда он по рации запросил температуру воздуха на полосе. После этого на борт поднялся старший агент авиакомпании, которые перепроверил расчёты для текущего приземного ветра и температуры воздуха. В итоге вес лайнера определили как 60 507 фунтов (27 446 кг) при максимальном допустимом для текущих условий 60 610 фунтов (27 492 кг). Из-за этой задержки рейс 75 отъехал от перрона в 15:20, на 20 минут позже расписания, а в 15:29 с 27 пассажирами и 4 членами экипажа на борту взлетел с полосы 22. Получив разрешение, экипаж поднялся до запланированного эшелона 14 000 футов (4300 м) и направился по воздушному коридору «Виктор 3» (V-3), ведя при этом обычные переговоры с диспетчерским центром в Нью-Йорке.
В тот вечер между Филадельфией и Балтимором проходил холодный фронт, сопровождавшийся образованием мощных гроз и сильной турбулентности. К Балтимору этот фронт подошёл примерно к 15:48, при этом также наблюдались перепады давления и порывы ветра до 45 узлов. Видимость не превышала двух миль, а сами погодные условия характеризовались как сложные, когда правила авиакомпании рекомендовали экипажам обходить такие опасные районы.
В 16:02 экипаж перешёл на связь с Вашингтонским центром управления воздушным движением и доложил о пролёте Уэст-Честера в 16:00 на высоте 14 000 футов, рассчитывает достичь Вестминстера в 16:17, а далее направятся к Херндону. Также с самолёта сообщили, что у них информация о грозовом фронте вдоль линии их курса, поэтому хотелось бы обойти эту непогоду, пройдя Вестминстер южнее. В ответ диспетчер передал: Капитал 75, всё в порядке. Доложите о прохождении Вестминстера. Экипаж другого «Viscount-а» видел самолёт, который уклонился в сторону от коридора V-3. В 16:10 с рейса 75 передали: Вашингтон-центр, это Капитал 75. Мы замедлились до один семь узлов из-за сильной турбулентности. Это было последнее известное сообщение с борта N7463.
Согласно показаниям сотни очевидцев, лайнер следовал в, казалось бы, нормальном горизонтальном полёте на юго-восток и между облаков, близ грозового фронта. Затем вдруг появился всё нарастающий гул, после чего отделилась правая плоскость крыла, при этом возникло пламя. Три свидетеля заявили, что перед распадом в лайнер ударила молния, но больше никто молнии не заметил. Затем весь самолёт разорвало ещё на три части, которые также загорелись. Разрушение произошло на высоте от 3000 футов (910 м) до 7000 футов (2100 м), усреднённо была принята высота 5500 футов (1700 м), то есть ниже установленного эшелона 14 000 футов (4300 м). Само время разрушения на основании показаний очевидцев было определено как 16:13. В 16:14 горящие обломки рухнули на землю близ Чейса (округ Балтимор) в паре миль к северо-востоку от аэропорта Мартин, 49 морских миль (91 км) по азимуту 236° от радиомаяка Уэст-Честер. Поле обломков имело протяжённость в 2,5 мили (4,0 км). Все люди на борту, всего 31 человек, погибли.

## Расследование
Свидетели указывали на пожар в воздухе. В пользу этого указывал и слой копоти, покрывавший почти всю левую сторону фюзеляжа, а краска под ней даже вздулась пузырями. Но экспертиза показала, что огонь начался после разрушения, а до этого пожара на борту не было. Некоторые очевидцы указывали на попадание молнии, а экспертиза обнаружила на обшивке следы ударов разрядов. Однако эти удары молнии не были фатальными, то есть также не стали причиной катастрофы. Изучение силовых установок привело к мнению, что двигатели работали нормально, а лопасти воздушных винтов были установлены в режим тяги. Вообще самолёт словно разрушился от колоссальных аэродинамических перегрузок, но экипаж за несколько минут до катастрофы доложил о скорости 170 узлов — рекомендуемой скорости для неблагоприятной погоды. Если самолёт на такой скорости совершит резкий манёвр, то даже в условиях турбулентности его конструкция выдержит и не разрушится.
Была проведена патологическая экспертиза тел погибших, которая показала, что все умерли в момент удара о землю. Но у 20 пассажиров имелись травмы, нанесённые при жизни — сильные удары по голове. Также у 10 тел в крови был повышенный уровень оксида углерода, то есть люди при жизни оказались в дыму, но время воздействия точно определить не удалось, то есть оно могло длиться от не менее, чем 8 секунд, до нескольких минут, при этом потери сознания не происходило. На отдельных телах обнаружили и следы ожогов. Пилоты на момент происшествия находились в сознании, а потери их трудоспособности не происходило.
Сам полёт проходил в районе, где была грозовая активность. Хотя экипаж отклонился к югу для обхода грозы, но на борту не работал метеорадиолокатор, а потому пилоты не могли получить объективную информацию о погодной ситуации впереди. При этом, по данным метеослужбы аэропорта Мартин, неподалёку от которого произошла катастрофа, рядом на самом деле имелся мощный грозовой очаг. Экипажи других самолётов, по их показаниям, также наблюдали эту грозу на своих метеолокаторах, причём она была раза в два сильней остальных в этом регионе, а потому все обходили её, кроме злополучного рейса 75.
Точную хронологию событий следователи определить не смогли, но возможно, что она разворачивалась следующим образом. Когда экипаж обошёл, как ему показалось, грозовые облака, он стал возвращаться на воздушный коридор V-3. Прогноз погоды на борту был на 14:00, а потому в нём не было указано о быстром образовании гроз. Пилоты направились в просвет между облаков, который, однако, быстро закрылся. Продолжая следовать в облаках на высоте 14 000 футов (4300 м), экипаж не заметил, как влетел в мощную грозу, где «Виккерс» стало швырять из стороны в сторону, отчего несколько пассажиров получили травмы головы. Находясь в стрессовой ситуации, пилоты стали пытаться уйти из опасной зоны, но при выполнении манёвров они из-за ошибок пилотирования в какой-то момент потеряли управление. Лайнер перешёл в снижение и минуты за три (16:10—16:13), если не меньше, потерял около 9000 футов (2700 м) высоты, то есть снижаясь с вертикальной скоростью примерно 3000 футов (910 м) в минуту, при этом постепенно разгоняясь, несмотря на некоторые попытки замедлить его, в том числе были закрыты дроссели двигателей.
Примерно в 16:13 на высоте около 5000 футов (1500 м) приборная скорость была уже примерно 335 узлов, то есть на 15 % выше максимально допустимой. С учётом турбулентности это создало настолько сильные аэродинамические нагрузки, которые превысили структурную прочность конструкции, сперва оторвав правую плоскость крыла, а затем и разорвав фюзеляж на несколько частей.

## Причина
Согласно заключению следственной комиссии, катастрофа произошла из-за того, что самолёт столкнулся с очень мощной турбулентностью, в которой произошла потеря управления, а затем переход в быстрое снижение, в ходе которого лайнер разогнался выше критической скорости, что вместе с сильной турбулентностью создало катастрофические аэродинамические перегрузки, которые разорвали конструкцию на части.

## Последствия
За последние 13 месяцев это была уже третья катастрофа Vickers 745 авиакомпании Capital Airlines, а спустя 8 месяцев произойдёт ещё одна. Такая череда катастроф сразу четырёх «Висконтов» данной авиакомпании всего за пару лет приведёт к значительному подрыву доверия и сильной критике. В результате Capital Airlines, которая ранее входила в пятёрку крупнейших американских авиаперевозчиков, вскоре была закрыта и слилась с United Airlines.

### Комментарии
1. ↑  Здесь и далее по умолчанию указано Североамериканское восточное время (EST)
2. ↑  В отчёте CAB указан как Уэстчестер (англ. Westchester)